# Réformés - Canebière (métro de Marseille)
Réformés - Canebière est une station de la ligne 1 du métro de Marseille. Elle est située sur le Cours Joseph-Thierry, à 5,444 km du terminus de La Rose. La station est inaugurée le 26 novembre 1977.

## Architecture
La station est principalement décorée de vert sur les panneaux comme sur sa voûte semi-elliptique. Des fresques blanches d’arbres noirs ornent les murs côté rails.

## Sites desservis
- Église Saint-Vincent-de-Paul.
- Mairie du 1er secteur.
- Haut de la Canebière
- Cinéma "Artplexe".
- Boulevard Longchamp.

## Services
- Service assuré du lundi au dimanche de 5h à 1h.
- Distributeurs de titres: possibilité de régler par billets, pièces, carte bancaire.

## Correspondances RTM
Terminus Réformés - Canebière sur le cours Joseph-Thierry
- Ligne    en direction de St Jérôme parking relais ou du Merlan (dimanches, jours fériés et été).
- Ligne    en direction du Merlan.
- Ligne    en direction de Vauban.

Terminus Réformés - Canebière sur la rue Adolphe-Thiers
- Ligne    en direction de Vallon Montebello.

Arrêt Réformés - Canebière sur le cours Joseph-Thierry
- Ligne    en direction d’Arenc le Silo ou de La Blancarde.

Arrêt Gambetta Réformés sur l’allée Léon-Gambetta
- Ligne    en direction de la Gare St Charles.
- Ligne    en direction du Pharo.
- Ligne    en direction de Canebière (Bourse).

Arrêt Grande Armée sur la rue de la Grande-Armée
- Ligne    en direction du Métro la Timone.
- Ligne    en direction des Caillols centre urbain.

Arrêt Libération Réformés sur le boulevard de la Libération
- Ligne    en direction du Pharo ou du Métro St Just.

## Galerie d’images

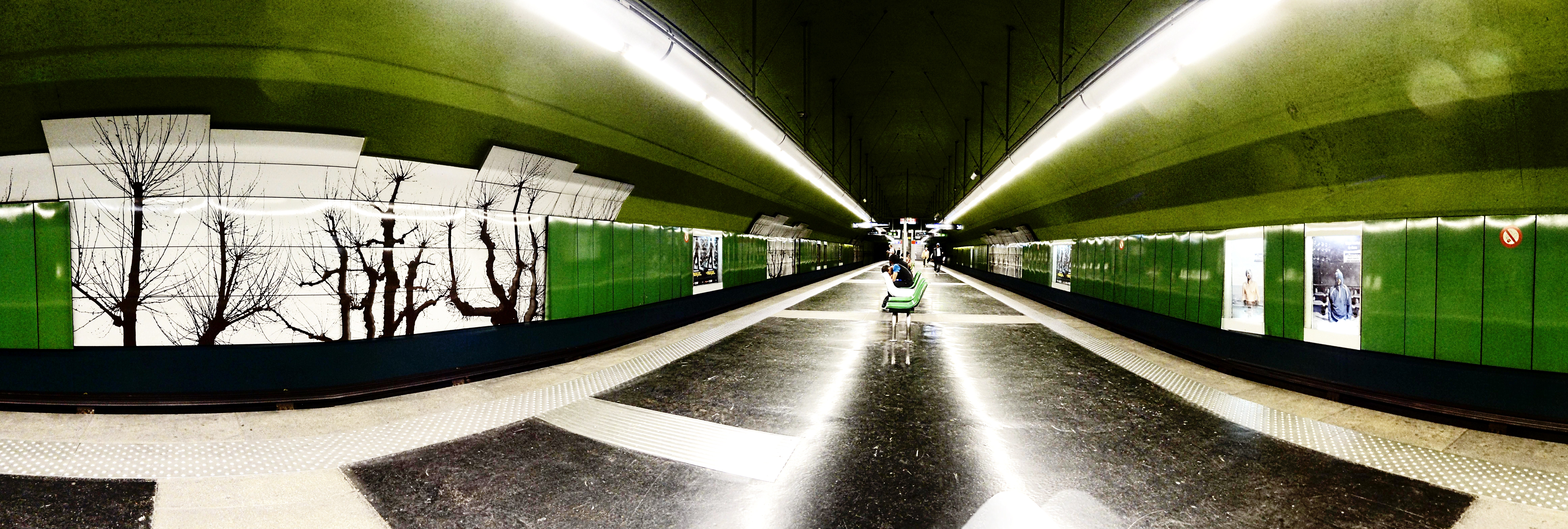
La Station vue de son extrémité est